# Dömös

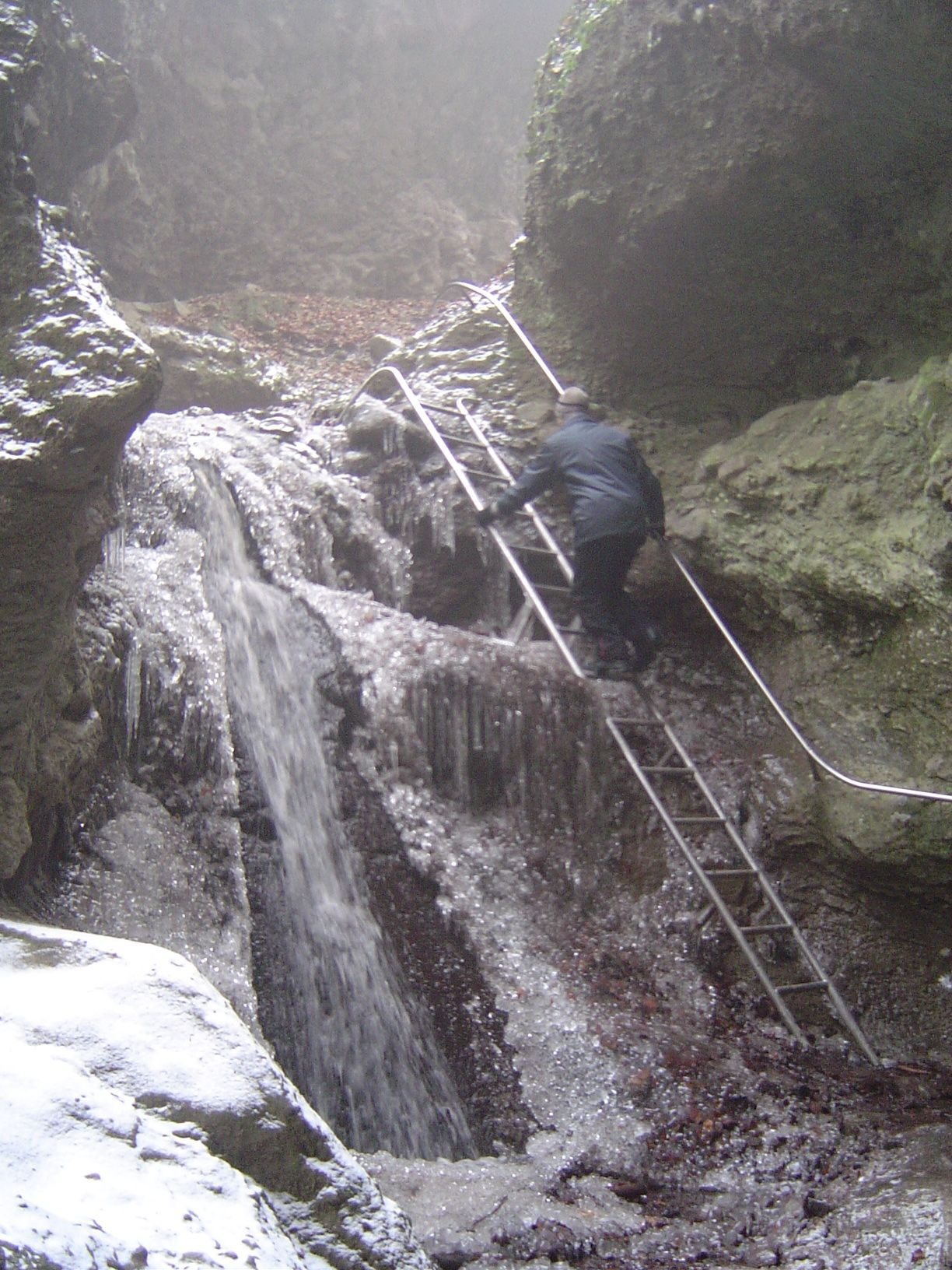
Les gorges du Rám, sur la commune de Dömös

Dömös est un village et une commune du comitat de Komárom-Esztergom en Hongrie.

## Géographie
Dömös est un village situé dans le contre-coude du Danube. Il est situé au creux de la vallée formée par le fleuve. Le haut du village mène à un parc national protégé. Le point culminant de cette réserve s'élève à environ 700 mètres.